# Eliza Trask Hill
Eliza Trask Hill (10 de mayo de 1840 - 29 de marzo de 1908) fue una activista, periodista y filántropa estadounidense. Durante la Guerra de Secesión, Hill obtuvo, por suscripción, y presentó una bandera al Decimoquinto Regimiento de Massachusetts. Su discurso de presentación fue tan patriótico que produjo un marcado efecto y fue ampliamente citado. Durante diez años, fue profesora. A la edad de 26 años, se casó con John Lange Hill; tuvieron dos hijos y una hija.
Trask Hill fue una de las primeras en unirse a la Unión Cristiana de Mujeres por la Templanza (WCTU), y ha servido en una capacidad oficial en ese cuerpo desde su comienzo, conectándose con el departamento de prisiones y cárceles. Trabajó por la redención de las mujeres abandonadas, pero, creyendo que la prevención es más efectiva que el trabajo en el reformatorio, se identificó con las sociedades que cuidaban y ayudaban a las mujeres trabajadoras. Desde 1879, cuando se concedió el derecho de sufragio escolar a las mujeres de Massachusetts, se involucró activamente en la política, habiendo trabajado para el Partido de la Prohibición. Sus servicios como defensora del sistema electoral australiano tuvieron una gran demanda. Durante la agitación que se produjo en las escuelas públicas de Boston en 1888, cuando 20.000 mujeres rescataron las escuelas públicas de la mala gestión, Trask Hill estuvo entre los líderes del movimiento, haciendo planes para la campaña, ayudando a reunir a las mujeres y, mediante sus discursos, despertando tanto a hombres como a mujeres. Durante varios años fue presidenta del comité de distrito y de la ciudad, del Protestant Independent Women Voters, una organización política reconocida y anticatólica en su campaña. Cuando se sintió la necesidad de un órgano del partido, Trask Hill, sin ayuda al principio, comenzó la publicación, en Boston, de un periódico semanal, que más tarde fue atendido por una sociedad anónima de mujeres. Ella fue editora del periódico, que se llamaba Woman's Voice and Public School Champion. También estuvo activa en el movimiento por el sufragio femenino.

## Primeros años y educación
Eliza Sessions Carpenter Trask, nació en Warren (Massachusetts), el 10 de mayo de 1840.

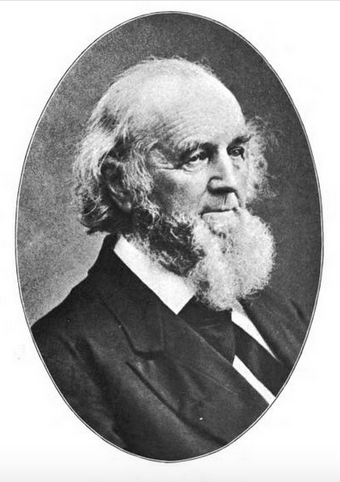
El reverendo George Trask, padre de Eliza.

 Su padre, George Trask, nativo de Beverly, perteneciente a esa rama de la familia Trask fundada por Osmond (u Osman) Trask, un inmigrante inglés que se estableció allí, era hijo de Jeremiah Trask y uno de los más jóvenes de catorce hijos. Después de dedicar su atención durante algunos años, en su temprana edad adulta, en los negocios, George Trask inició sus estudios en el Bowdoin College, para prepararse para el ministerio religioso. 

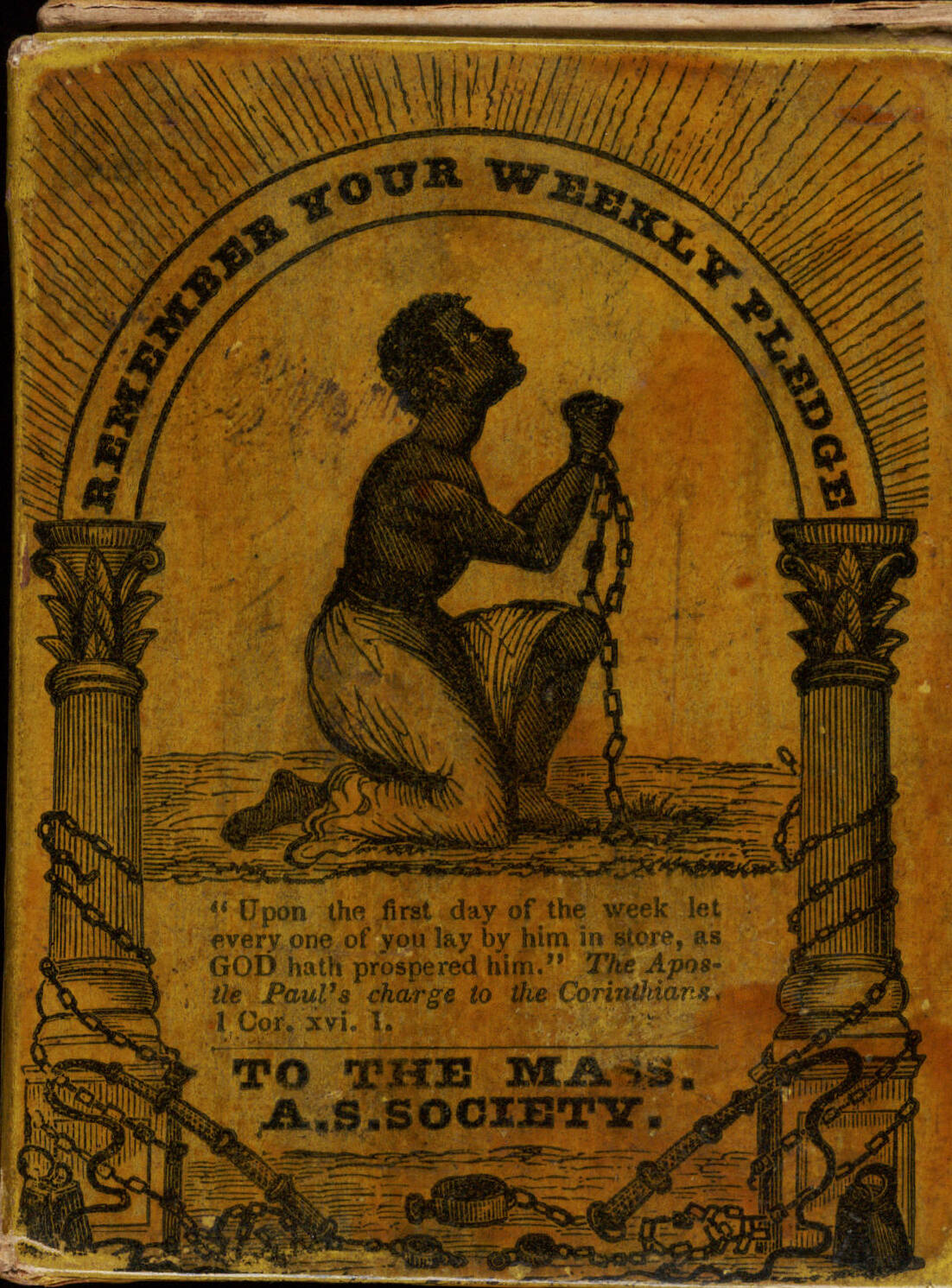
Colección de Massachusetts Anti-Slavery Society, cerca 1850.

Mientras estaba allí, se hizo famoso por su defensa de la causa antiesclavista. Se graduó en Bowdoin en 1826 y en el Seminario Teológico de Andover en 1829. Su primer pastorado fue en Framingham, el siguiente en Warren, y el tercero y último en Fitchburg (Massachusetts), de la Iglesia Trinitaria, una sociedad que defendía los principios de la antiesclavitud y que se disolvió tan pronto como los esclavos fueron liberados. Los últimos veinticinco años de su vida, George Trask los pasó en el esfuerzo de reducir el uso del tabaco. Sufrió persecución por sus opiniones pronunciadas, se le prohibió el uso de las iglesias y fue ridiculizado por sus colegas del ministerio. Murió en Fitchburg en enero de 1875.
La madre, cuyo apellido de soltera era Ruth Freeman Packard, era nativa de Marlborough, e hija del Reverendo Asa y Nancy (Quincy) Packard, La sra. Packard nació en la vieja «mansión Quincy», de Quincy (Massachusetts), siendo hija de Josiah Quincy y prima de Dorothy Quincy, esposa del gobernador John Hancock. El reverendo Asa Packard era hijo de Jacob Packard, cuyo padre, Solomon, era nieto de Samuel Packard, uno de los primeros colonos de West Bridgewater (Massachusetts). La esposa de Solomon Packard, Susanna, madre de Jacob, era hija de Samuel y Mary (Mitchell) Kingman. Su madre era hija de Jacob Mitchell y nieta de Experience Mitchell por su esposa Jane, quien era hija de Francis Cooke, uno de los padres Peregrinos del Mayflower. El reverendo Asa Packard (H. C. 1783) fue durante unos veinte años ministro de la ciudad y la iglesia de Marlboro, siendo posteriormente establecido en la Parroquia del Oeste de Marlboro, donde permaneció hasta mayo de 1819. Después de su retiro, se trasladó a Lancaster, donde el matrimonio de su hija tuvo lugar en 1831.
Los hermanos de Eliza Trask eran: George Kellogg Trask, más tarde con el Indianapolis Journal como editor de ferrocarril; Brainerd Packard Trask, un oficial de la marina de los Estados Unidos; Josiah Chapin Trask, que murió en la de la Masacre de Lawrence, Kansas; Ruth Quincy Trask, viuda de Lewis Bellows Powell, de Scranton (Pensilvania); y William Dodge Trask, que murió en la infancia.
Mantuvo vívidos recuerdos de las conmovedoras palabras de William Lloyd Garrison, Wendell Phillips, Lucy Stone, y otros reformadores tempranos que fueron visitantes frecuentes en la casa de su padre en su infancia. El conocimiento así formado con Lucy Stone duró hasta la muerte de Stone.
Eliza Trask Hill recibió su educación en las escuelas públicas de Fitchburg, donde fue alumna de Eli A. Hubbard.

## Carrera

### Profesora
Inmediatamente después de su graduación de la escuela secundaria, en 1856, comenzó a enseñar en la escuela de Franklin (Massachusetts). Un miembro del consejo escolar preguntó si había traído un certificado de carácter moral, a lo que ella respondió, «Todo el carácter moral que tengo, señor, lo tengo conmigo». Un año después, le pidieron que fuera a una escuela en uno de los distritos periféricos de Fitchburg. La escuela era difícil de disciplinar, y la primera gran prueba de su valor llegó en este punto de su carrera. La Guerra de Secesión estaba en marcha, y en su distrito había un número de personas que se habían opuesto enormemente a su nombramiento debido a los puntos de vista abolicionistas de su padre, con los que se sabía que ella simpatizaba. Por este motivo, se le negó «alojamiento y comida» en el vecindario, pero no se le disuadió de tomar la escuela. Durante tres meses, caminó a diario 9,7 km para enseñar en la escuela, y no únicamente sometió a los niños rebeldes, sino que todos los padres, incluido su más acérrimo oponente, se convirtieron en sus firmes amigos.
En 1864 fue a Indianápolis a enseñar, y junto con el superintendente Abram C. Shortridge, a clasificar las escuelas de esa ciudad. Más tarde, enseñó durante un año en Terre Haute (Indiana). Dos de sus alumnos, mientras era profesora de un grado intermedio en Fitchburg, fueron Maurice Howe Richardson (cirujano de Boston) y Edward Peter Pierce (juez del Tribunal Superior de Massachusetts).

### Activista
Durante la Guerra Civil, Trask Hill recogió dinero para dar una bandera a los Guardias de Washington de Fitchburg, presentándola la noche anterior a la partida al campo de batalla, instando a los soldados a luchar valientemente por la libertad del esclavo. Ante estas palabras, el coronel del regimiento se ofendió y negó de forma cruel que esa fuera la cuestión. Pero hombres valientes defendieron a la joven. Cuando se dedicó el Monumento a los Soldados en Fitchburg, algunos años después del fin de la guerra, Trask Hill con sus dos hijos estaba en la casa de su padre. La compañía, muy agotada, pasó por allí, llevando la bandera andrajosa, que había pasado por muchas batallas. Los dos niños, uno representando a un soldado, el otro a la Diosa de la Libertad, estaban de pie en el pórtico de la vieja casa. Cuando la compañía llegó a la casa, se detuvieron y saludaron a los niños; Trask Hill, desde atrás de los niños, respondió al gracioso tributo. El coronel antes de morir reconoció su error, y se disculpó por su rudeza en el momento de la presentación de la bandera.
En junio de 1867 se casó con John Lange Hill (1845-1930), de Boston. Cuando se organizó la UMC (1873), residía entonces en Braintree (Massachusetts), fue elegida primera presidente en el condado de Norfolk, Massachusetts. A partir de entonces, ocupó algún cargo oficial en esa sociedad. Durante diez años, fue superintendente del departamento de prisiones, cárceles y limosnas, y más tarde fue superintendente de este departamento para el condado de Middlesex, Massachusetts, y presidente de la Unión Cristiana de Mujeres por la Templanza WCTU de Somerville (Massachusetts).
Cuando se introdujo el sistema de votación australiano en Massachusetts, Trask Hill fue designada por el Comité Estatal del Partido de la Prohibición para ir de ciudad en ciudad con el aparato que ilustraba el proceso de votación con arreglo al nuevo sistema; y grandes audiencias compuestas por todas las partes acudieron a ver y oír. La oradora no perdió ninguna oportunidad de recordar a sus oyentes la inconsistencia de permitir que una mujer instruya a los hombres en el proceso de votación y negarle el derecho a votar ella misma.
En 1885 se creó la Helping Hand Society de Nueva Inglaterra, cuyo objetivo era proporcionar, a un ritmo moderado, un hogar confortable a las mujeres jóvenes con salarios bajos. De esta sociedad, Trask Hill fue durante varios años la secretaria, y durante diez años, fue su presidenta. Ayudó de muchas maneras a mejorar las condiciones de los hombres y mujeres trabajadores.
En 1888, su residencia estaba en Charlestown, Boston. Durante dos años fue presidenta del Comité de Mujeres Votantes del Distrito y la Ciudad, y también fue presidenta de la Liga Educativa Femenina de Bunker Hill, una organización que se formó en febrero. Gracias a los esfuerzos de esta organización, se evaluó a 2.600 mujeres con miras a participar en las elecciones escolares; y se llevó a cabo una campaña muy enérgica, con la presencia de mujeres en los distintos lugares de registro para observar los procedimientos. El resultado de la elección fue gratificante. Además de lograr la inscripción de toda la junta escolar, se consiguió que las mujeres tuvieran una influencia significativa para lograr un cambio en el Ayuntamiento.
Mientras ocupaba el cargo como presidente de la rama de Charlestown de las Loyal Women of American Liberty,[11] el partido de las Mujeres Votantes Independientes se convirtió en el resultado de la lucha de 1888, y hasta 1896, Trask Hill fue la líder de este partido. En 1889, se imprimió por primera vez la Woman's Voice and Public School Champion, ella se convirtió en editora y gerente general (1890-1907).
En 1895, fue elegida secretaria de Estado de la sucursal de Massachusetts de la International Order of the King's Daughters and Sons, una organización que cuenta con 6.000 miembros en el Estado, compuesta por 270 círculos y 229 miembros independientes, que realizaban trabajos de caridad. Una casa de vacaciones en Hanson, con capacidad para 60 personas, entre ellas muchas madres y sus jóvenes familias, era una obra del Estado. La casa de vacaciones de las The King's Daughters está en Gordon Rest. Durante dieciocho años, Trask Hill tuvo la supervisión personal de esta casa. El trabajo se incrementó año tras año, y fue la mayor empresa de este tipo en el Estado.
Siempre se mantuvo firme en su defensa de la libertad de expresión. Durante dieciocho años, la voz de Hill se escuchó en el púlpito y en la plataforma en la defensa de las buenas causas en Massachusetts y otros estados. The Independent Women Voters de Detroit, se organizaron gracias a sus esfuerzos. En los servicios evangelísticos y bíblicos de Trask Hill se enseñaba una fe sencilla, con una confianza en Cristo como mediador y salvador.
El resultado del trabajo en las prisiones y misiones fue gratificante en la reconstrucción de hogares deshechos, en la obtención de empleo para hombres y mujeres descorazonados y en la redención de aquellos que habían desarrollado malos hábitos. Siguiendo los pasos de su padre, ayudó mucho en el movimiento contra el tabaco, y fue instrumental en la unión de cientos de jóvenes para trabajar en el servicio cristiano. Naturalmente poseedora de un temperamento muy esperanzador y alegre, los obstáculos que a otros les podían parecer muy difíciles de superar no la obstaculizaban ni desalentaban.

## Vida personal

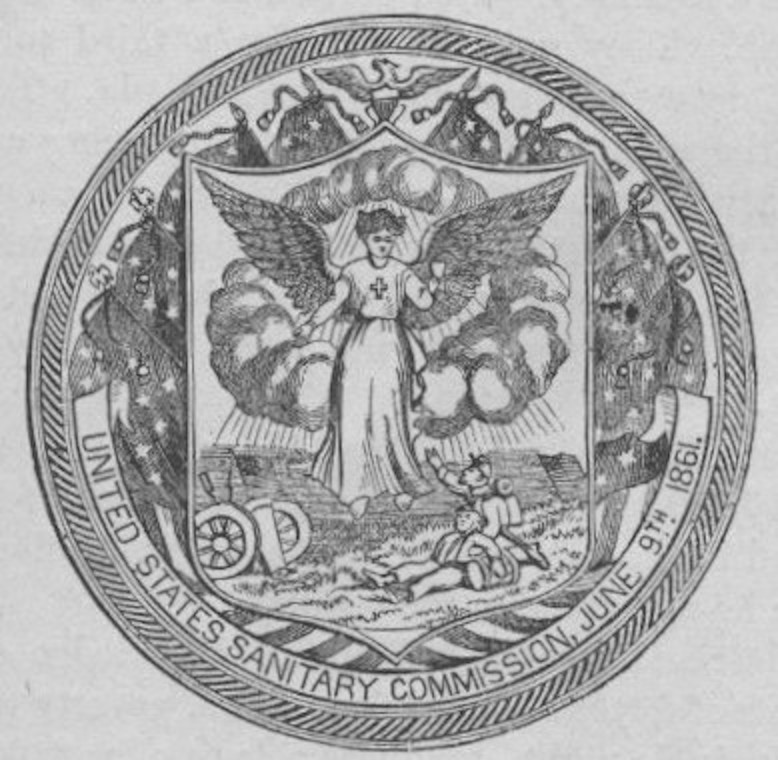
Sello oficial de la United States Sanitary Commission.

El reverendo George Trask era un hombre de ideas muy liberales; y, cuando se le pidió a su hija que se convirtiera en miembro de una compañía de la gente de su pueblo para dar teatros de aficionados en beneficio de la United States Sanitary Commission, él dio su consentimiento de inmediato. Con Mary Ann Vincent del Museo de Boston como profesora, se ofrecieron obras de teatro durante todo el invierno, lo que supuso una gran suma. George Trask siempre asistía, con su presencia sancionando los espectáculos. El beneficio de la enseñanza de Vincent influyó en Trask Hill.
Trask Hill tuvo tres hijos: George Sumner Hill, graduado en la Escuela de Medicina Harvard; Julia Annie Hill, graduada en el Wellesley College; y Lewis Powell Hill. Enfermó en 1905, y falleció el 29 de marzo de 1908 en Somerville, y fue enterrada en el cementerio de Laurel Hill, Fitchburg (Massachusetts).